# Rosa 'Geranium'
Rosa 'Geranium' — сорт роз, относится к классу Гибриды розы Мойези (англ. Hybrid Moyesii).
Регистрационное название: 'Geranium'.

## Происхождение
Неизвестно.
Выращена Wisley, отобрана Б.О. Маллигэном (англ. B.O. Mulligan).
Этот сорт считается формой вида Rosa moyesii, от которой отличается только окраской цветков. Форма была отобрана в садах Уизли в Великобритании, Королевским Розоводческим Обществом, и вероятно была выращена из семян, собранных в природе.

## Биологическое описание
Высота куста 185—245 см. Ширина 150—245 см.
Цветки ароматные, ярко-красные, плоские, простые. Диаметр цветка 4 см. Лепестков 4—8.
Цветение однократное, цветки одиночные.

## В культуре
Декоративное садовое растение.
Зоны морозостойкости: от 3b (−34.4 °C… −37.2 °C), по другим данным от 5a (−26.1 °C… −28.9 °C) до более тёплых.